# El reino de Dios (película)
El reino de Dios es una película mexicana de drama y detectives dirigida por Claudia Sainte–Luce. La película se estrenó en el Festival Internacional de Cine de Berlín 2022, donde ganó el Premio del Jurado en la categoría Generación Kplus.

## Sinopsis
Neymar es un niño de seis años que espera impaciente su primera comunión. Pero su fe se ve sacudida cuando su padre, un sacerdote, es acusado de un crimen que no cometió. Neymar emprende un viaje para descubrir la verdad y se enfrenta a la realidad de la fe y la esperanza.

## Reparto
- Diego Armando Lara Lagunes como Neimar
- Margarita Guevara González como la madre de Neimar
- Lizbeth Gabriela Nolasco Hernández como la abuela de Neimar
- Michelle Guevara González como la hermana de Neimar
- Alfredo Pantoja Gallego como el padre de Neimar

## Críticas
El Reino de Dios fue recibida positivamente por la crítica. La película fue elogiada por su dirección, su actuación y su tratamiento de temas complejos como la fe y la esperanza.
Algunos de los comentarios de la crítica fueron los siguientes:

"Una película hermosa y conmovedora que explora el significado de la fe y la esperanza." -
The Hollywood Reporter

"Una película poderosa y conmovedora que deja una impresión duradera." -
Variety

"Una película importante que habla a la condición humana." -
IndieWire

## Premios y nominaciones
- Festival Internacional de Cine de Berlín: Premio del Jurado en la sección Generation Kplus
- Festival Internacional de Cine en Guadalajara: Premio Mayahuel a Mejor Película Mexicana
- Festival Internacional de Cine de Guanajuato: Premio Maguey a Mejor Película